# Route 14 (Bolivie)
Pour les articles homonymes, voir Route 14.

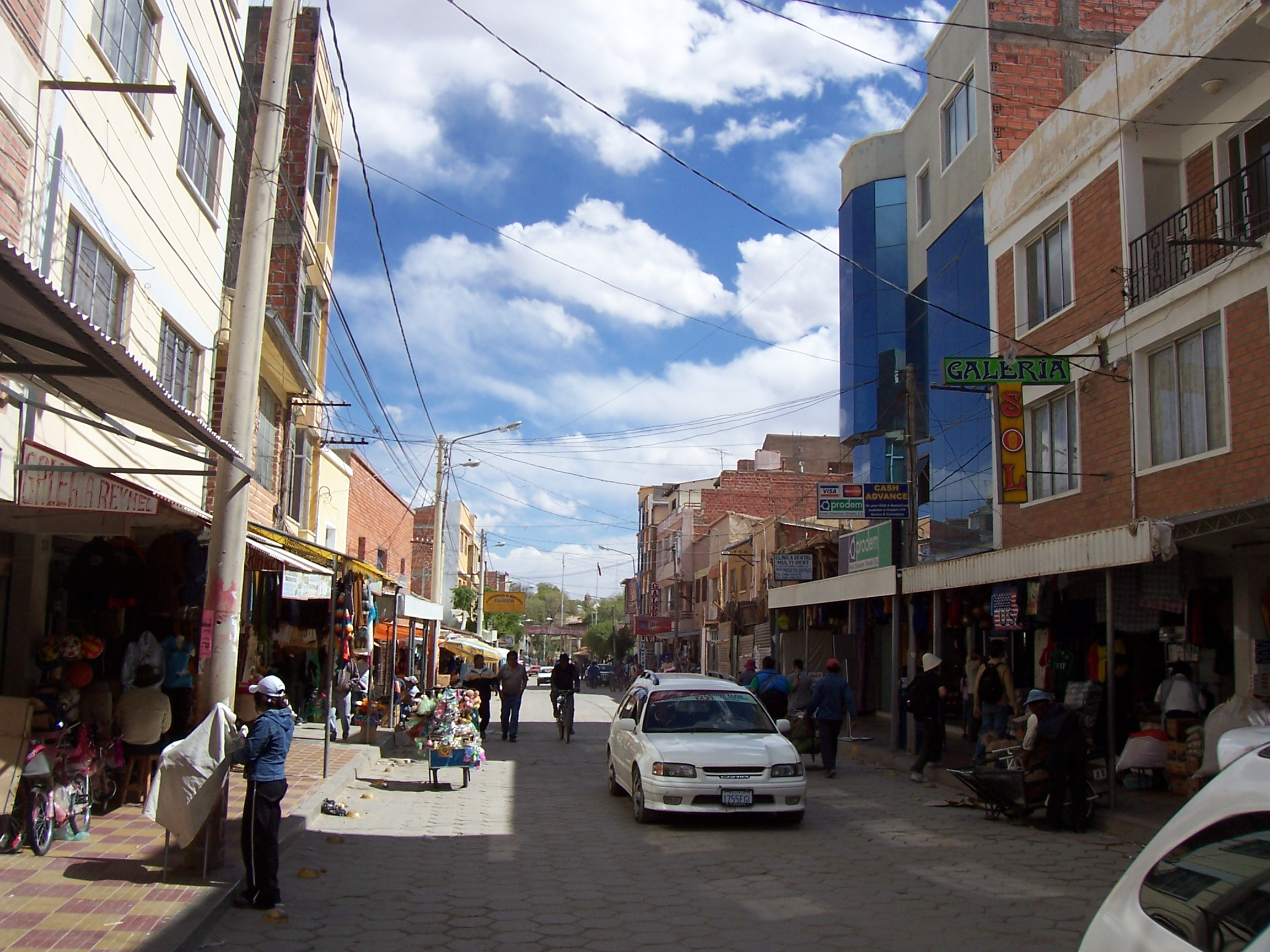
La Route 14 lors de la traversée de Villazón

La Route 14 (en espagnol : Ruta 14) est route de 396 km en Bolivie, à l'Est du pays, qui traverse le département du Potosí entre Villazón, à la frontière avec l'Argentine, et l'intersection avec la Route 1 à  Kuchu Ingenio. Elle se poursuit sur la Route nationale 9 en Argentine via le pont international Horacio Guzmán qui traverse le río La Quiaca.
La route a commencé à être asphaltée en 2009 et a été raccourcie avec la construction d'un pont de 110 m de long. La fin de l'asphaltage est prévu pour septembre 2010.
Cette route a été ajoutée au réseau principal routier (Red Vial Fundamental) par le décret suprême 25.134 du 31 août 1998.

## Villes traversées

### Département de Potosí
- km 0: Villazón
- km 92: Tupiza
- km 179: Santiago de Cotagaita
- km 396: Cuchu Ingenio